# Hou Yingchao
Hou Yingchao (chinesisch 侯英超, Pinyin Hóu Yīngchāo; * 15. Juni 1980 in Peking) ist ein ehemaliger chinesischer und kanadischer Tischtennisspieler. Er wurde Asienmeister und gewann mehrere Medaillen auf der Pro Tour.

## Werdegang
Hou Yingchao ist Abwehrspieler. 2002 war er erstmals auf internationaler Bühne zu sehen, im Jahr 2003 wurde er Asienmeister mit der Mannschaft. Der Chinese nahm zweimal an Weltmeisterschaften teil und qualifizierte sich wegen guter Leistungen auf der Pro Tour auch einmal für die Pro Tour Grand Finals, wo er im Einzel das Halbfinale erreichte.
Bei der Universiade 2007 gewann er drei Medaillen. Für Schlagzeilen sorgte er dann im Alter von 39 Jahren, als er ältester chinesischer Meister wurde. Zuvor gewann er den Titel bereits einmal. Im Finale schlug Hou Wang Chuqin. Bis 2013 war er fünfzehn Jahre lang Teil der Nationalmannschaft. 2018 registrierte sich Hou Yingchao bei Table Tennis Canada und spielte bei der ITTF World Tour seitdem unter kanadischer Flagge.
Den ETTU Cup gewann er 2012/13 mit der russischen Mannschaft UMMC Ekaterinburg und 2015/16 mit Weinviertel Niederösterreich.
Im November 2018 wurde er zuletzt in der ITTF-Weltrangliste gelistet und trat seitdem bei internationalen Turnieren auch nicht mehr in Erscheinung.

## Turnierergebnisse
| Verband | Veranstaltung         | Jahr | Ort              | Land | Einzel        | Doppel        | Mixed     | Team |
| ------- | --------------------- | ---- | ---------------- | ---- | ------------- | ------------- | --------- | ---- |
| CHN     | Asienmeisterschaft    | 2003 | Jeju-do          | KOR  |               |               |           | Gold |
| CHN     | Universiade           | 2007 | Bangkok          | THA  | Silber        | Halbfinale    |           | Gold |
| CAN     | World Tour            | 2018 | Shenzhen         | CHN  | letzte 128    |               |           |      |
| CAN     | World Tour            | 2018 | Hongkong         | HKG  | letzte 32     |               |           |      |
| CHN     | World Tour            | 2012 | Jekaterinburg    | RUS  | Qual.         | letzte 16     |           |      |
| CHN     | Pro Tour              | 2008 | Minsk            | BLR  | letzte 16     |               |           | Gold |
| CHN     | Pro Tour              | 2006 | Warschau         | POL  | Viertelfinale | letzte 32     |           |      |
| CHN     | Pro Tour              | 2006 | Bayreuth         | GER  | Silber        | letzte 32     |           |      |
| CHN     | Pro Tour              | 2006 | Sankt Petersburg | RUS  | Gold          | Gold          |           |      |
| CHN     | Pro Tour              | 2006 | Yokohama         | JPN  | letzte 16     | Viertelfinale |           |      |
| CHN     | Pro Tour              | 2006 | Singapur         | SIN  | letzte 16     | letzte 16     |           |      |
| CHN     | Pro Tour              | 2003 | Zagreb           | HRV  | letzte 32     | letzte 64     |           |      |
| CHN     | Pro Tour              | 2002 | Wels             | AUT  | letzte 16     | letzte 16     |           |      |
| CHN     | Pro Tour              | 2002 | Magdeburg        | GER  | letzte 64     | letzte 64     |           |      |
| CHN     | Pro Tour              | 2002 | Eindhoven        | NED  | Halbfinale    | letzte 32     |           |      |
| CHN     | Pro Tour Grand Finals | 2006 | Hongkong         | HKG  | Halbfinale    |               |           |      |
| CHN     | Weltmeisterschaft     | 2007 | Zagreb           | CRO  | letzte 16     |               |           |      |
| CHN     | Weltmeisterschaft     | 2003 | Paris            | FRA  |               |               | letzte 16 |      |

## Spielstil
Der Abwehrspieler Hou Yingchao ist vor allem für sein variantenreiches Spiel, seine Schnittwechsel und Vorhand-Topspins sowie -schmetterbälle bekannt. Auf der Rückhand verwendet er kurze Noppen.